# Бура, Теджбир
Теджбир Бура (непальск. तेजविर बुढा; англ. Tejbir Bura; неизвестно — неизвестно) — непальский альпинист. Олимпийский чемпион 1924 года.

## Биография
Теджбир Бура был унтер-офицером непальской армии гуркхов в период британского владычества. Впоследствии стал наиком армии Британской Индии, служил во втором батальоне шестого гуркхского полка.
Занимался альпинизмом. В 1922 году в составе британской экспедиции участвовал в восхождении на Джомолунгму, играя роль проводника. Всего альпинисты предприняли три попытки восхождения. По итогам первой, в которой Бура, по имеющимся данным, не участвовал, удалось подняться на рекордную высоту 8225 метров. Во второй попытке 27 мая альпинисты, в том числе Бура, поднялись на высоту 8325 метра. Третья попытка закончилась сходом лавины, в которой погибли семь индийцев-шерпов.
4 февраля 1924 года участникам экспедиции по инициативе президента Международного олимпийского комитета Пьера де Кубертена были присуждены золотые медали зимних Олимпийских игр в Шамони. В число награждённых помимо Буры, по известным данным, вошли 12 британцев, семь погибших индийцев-шерпов и австралиец. Однако сначала награды достались только британцам и австралийцу. Бура и индийцы были награждены позже по просьбе руководителя экспедиции Чарльза Брюса.
О дальнейшей жизни данных нет.